# One Love (песма групе The Prodigy)
One Love је седми сингл британског бенда The Prodigy. Прво издање појавило се у облику 12" винил плоче у октобру 1993. године. То је био први сингл са албума Music for the Jilted Generation.
Лијам Хаулет је првобитно издао песме "One Love" и "One Love (Jonny L Remix) као две 12" беле етикете, под називом "Earthbound 1" и "Earthbound 2", као одговор растуће критике музичке заједнице како се Prodigy "продао" поставши потпуно комерцијалан. Андерграунд ди-џејеви су беле етикете прогласили за једне од најбољих те године, али када је Хаулет објавио да их је он направио почели су да их избегавају. Овим чином, Хаулет је показао да је Prodigy још увек способан да прави пионирску денс музику коју подржава андерграунд сцена.
One Love био је први сингл Продиџија након What Evil Lurks који није издат у САД.
Музички спот направио је Hyperbolic Systems. Спот је садржао компјутерску анимацију, са повременим појављивањем чланова бенда који играју са племенским фигурама.

## Списак песама

#### 12" винил плоча
1. One Love (Original Mix) (5:50)
2. Rhythm of Life (Original Mix) (5:05)
3. Full Throttle (Original Mix) (5:28)
4. One Love (Jonny L Remix) (5:10)

Tracks 1,2,3 written by Liam Howlett, track 4 remixed by Jonny L

#### CD сингл
1. One Love (Edit) (3:53)
2. Rhythm of Life (Original Mix) (5:05)
3. Full Throttle (Original Mix) (5:28)
4. One Love (Jonny L Remix) (5:10)